# Euryopis formosa
Euryopis formosa är en spindelart som beskrevs av Banks 1908. Euryopis formosa ingår i släktet Euryopis och familjen klotspindlar. Inga underarter finns listade i Catalogue of Life.